# 425
425 (CDXXV) var ett normalår som började en torsdag i den julianska kalendern.

## Händelser

### Oktober
- 23 oktober – Valentinianus III blir västromersk kejsare.

### Okänt datum
- Aëtius leder en armé in i Italien för att stödja den självutnämnde kejsar Joannes.
- Sanhedrinen överges av romarna.
- Från detta år härrör det sista användandet av demotisk skrift.
- Buddhismen börjar spridas i Sydostasien.

## Födda
- Zu Chongzhi, kinesisk matematiker.

## Avlidna
- 10 oktober – Atticus, patriark av Konstantinopel.
- Joannes, västromersk usurpator.
- Flavius Castinus, romersk politiker.
- Gamliel VI, den siste nasin (ledare för sanhedrinen).
- Mavia, beduindrottning.